# MLPA

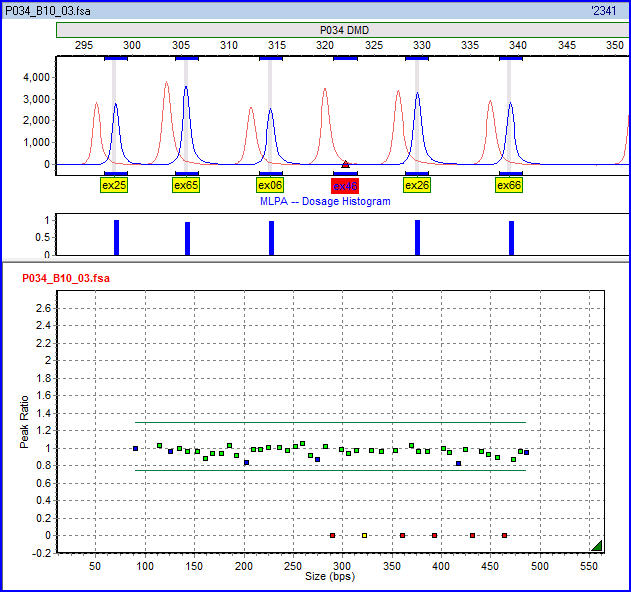
Detektion von Deletionen von Exons bei Duchenne-Muskeldystrophie (DMD)

Die MLPA (von englisch multiplex ligation-dependent probe amplification‚ dt. multiplexe ligationsabhängige Sondenamplifikation) ist eine Variante der Multiplex-PCR zur gezielten Vermehrung mehrerer ähnlicher DNA-Sequenzen wie z. B. SNPs.

## Prinzip
Das Prinzip folgt der Polymerasekettenreaktion (PCR). Im Unterschied zur PCR werden die beiden Primer in je zwei Moleküle getrennt, von denen jede Hälfte aufgrund der geringeren Länge eine niedrige Schmelztemperatur aufweist als der Primer voller Länge. Die Sequenzen der Primer werden so gewählt, dass eine der beiden Primerhälften (außenliegend oder innenliegend) an einen in allen Zielsequenzen identischen Bereich binden kann, während die zweite Primerhälfte an einen angrenzenden Bereich mit unterschiedlicher Sequenz binden kann. Die Primerhälften werden mit der DNA hybridisiert, gefolgt von einer Ligation. Die Ligation zweier Primerhälften erfolgt nur bei aneinandergrenzenden Sequenzen, wodurch sich aus den vier Hälften zwei längere Primer mit höherer Schmelztemperatur ergeben. Bei einer nachfolgenden PCR werden aufgrund der verwendeten Annealing-Temperatur nur DNA vervielfältigt, die einen ligierten Primer aufweisen. Per MLPA (als qPCR) kann auch die relative Gendosis verwandter Sequenzen bestimmt werden.
Alternativen zur MLPA sind unter anderem die DGGE, die denaturierende HPLC und die SSCA (engl. Single Strand Conformation Analysis).